# مجموعة بيمبو
مجموعة بيمبو (بالإسبانية: Grupo Bimbo)‏ هي شركة تصنيع منتجات المخابز المكسيكية متعددة الجنسيات ومقرها في  مكسيكو سيتي، المكسيك. تُعد أكبر شركة في العالم للخبز وتدير أكبر المخابز في الولايات المتحدة والمكسيك وكندا وتشيلي وبيرو وإسبانيا ، ولديها بعض من أكبر شبكات التوزيع في المكسيك والولايات المتحدة. كما كانت تاسع أكبر شركة في المكسيك من حيث الإيرادات في عام 2013.